# Vianney Mabidé
Vianney Mabidé, né le 31 août 1988, est un footballeur international centrafricain évoluant au poste de milieu de terrain au Chabab Atlas Khénifra.

## Biographie
Il signe au Raja Club Athletic le 11 juillet 2012, en provenance du Difaa El Jadida, pour 3 ans et une somme de 2,5 millions de dirhams.
Il joue son premier match avec les Verts le 17 juillet 2012 contre l'Athletic Bilbao en amical. Il commence le match en tant que titulaire et le Raja s'impose 3-1 avec une magnifique prestation. Il joue son deuxième match avec le Raja contre le FC Barcelone en amical, il commence le match titulaire contre les coéquipiers de Lionel Messi et n'a pas pu gérer le haut niveau des milieux de terrain barcelonais et cède sa place à Adel Chedli.

## Carrière
- 2006-2007 :  US Bitam
- 2007-2009 :  AS Mangasport
- 2009-2010 :  US Bitam
- 2009-2012 :  Difaâ El Jadida
  - jan. 2012-2012 :  Al-Taawoun (prêt)
- 2012-2015 :  Raja Casablanca
- 2015-2018 :  Moghreb Tétouan
  - 2017 :  Al-Ahli SC (prêt)
- 2019-2020 :  Kawkab Marrakech
- 2022- :  Chabab Atlas Khénifra[1],[2]

## Palmarès

### En club
- Raja Casablanca
  - Champion du Maroc en 2013
    - Vice-champion en 2014

  - Vainqueur de la Coupe du Trône en 2012
    - Finaliste en 2013

  - Finaliste de la Coupe du monde des clubs en 2013

### Distinctions Personnelles
- Meilleur buteur du Championnat du Gabon en 2008 (11 buts, avec l'AS Mangasport)